# Batalla de Anceo

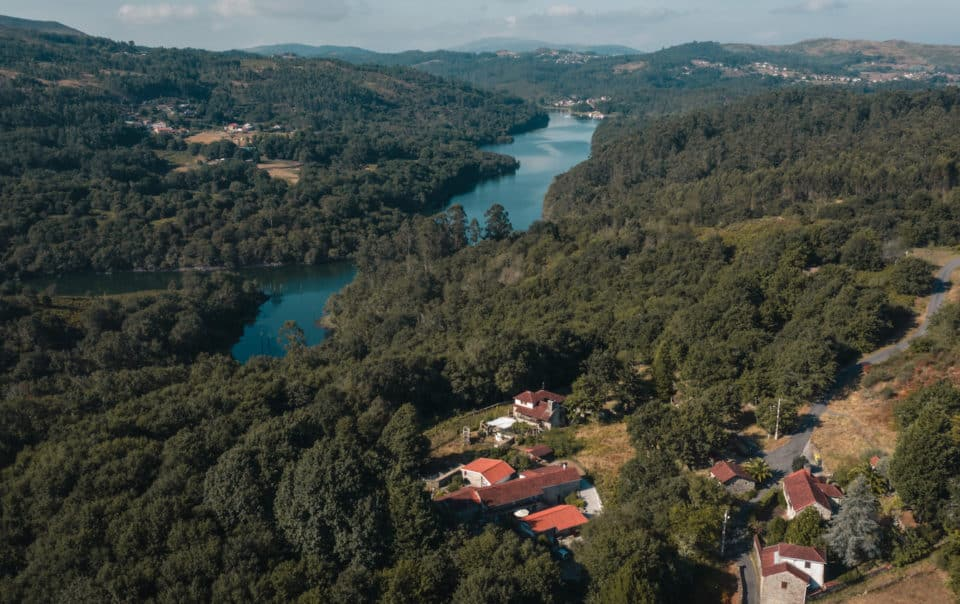
Río Oitaven en Anceo

La batalla de Anceo fue un enfrentamiento en el año 825 que tuvieron las fuerzas del rey Alfonso II en oposición al ataque musulmán, dirigido por Abderramán II. Dicho avance árabe tuvo una resistencia efectiva por parte de las tropas asturianas durante el inicio del periodo denominado como la Reconquista. El hecho tuvo lugar a orillas del río Oitaven, antiguamente denominado Anceu, ahora perteneciente al municipio de Puentecaldelas (Galicia).
La contienda se suma a una serie de batallas libradas en la zona donde el Rey Alfonso II obtuvo la victoria, como fue en el caso de la Batalla de Piedrafita (Lugo).

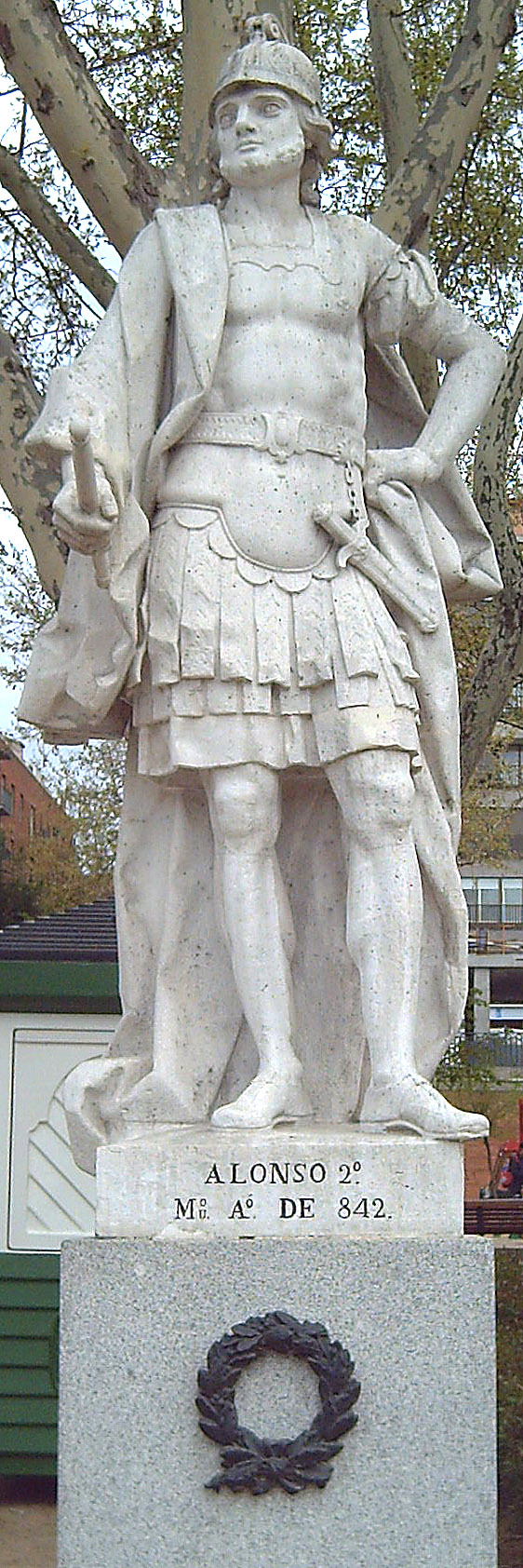
Alfonso II

## Referencias

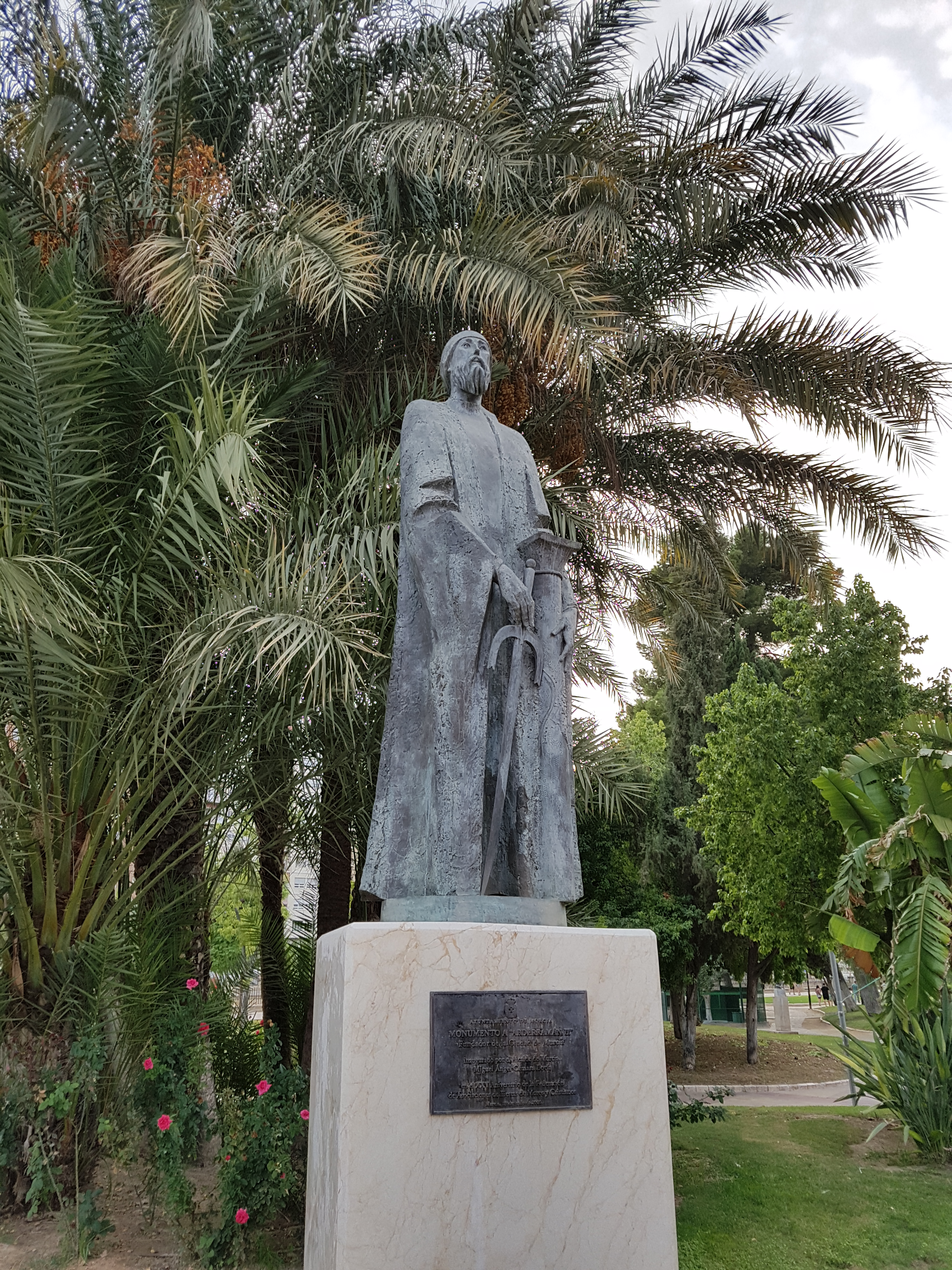
Abderramán II